# Hoằng Cát
Hoằng Cát là một xã thuộc huyện Hoằng Hóa, tỉnh Thanh Hóa, Việt Nam.
Xã Hoằng Cát có diện tích 4,39 km², dân số năm 1999 là 5013 người, mật độ dân số đạt 1142 người/km².